# Træagtig bomuld
 Der er for få eller ingen kildehenvisninger i denne artikel, hvilket er et problem. Du kan hjælpe ved at angive troværdige kilder til de påstande, som fremføres i artiklen.

Træagtig Bomuld (Gossypium arboreum) er en nytteplante. Ligesom de fleste andre arter af slægten bruges frøhalerne hos Træagtig Bomuld til fremstilling af de forskellige bomuldsprodukter.
| Portal | Portal:Botanik |